# 佐藤正 (陸軍草創期)

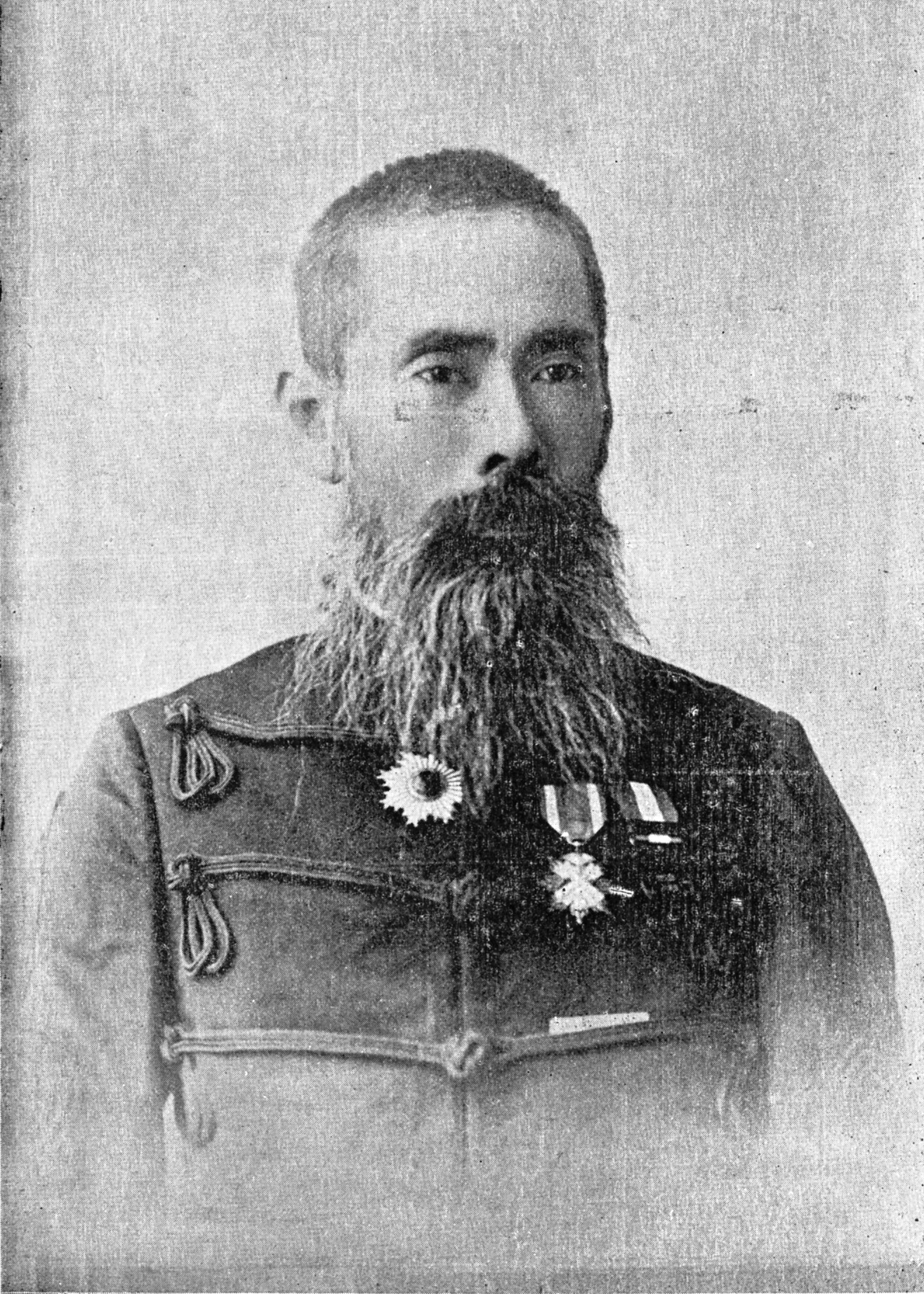
佐藤正（1899年）

佐藤 正（さとう ただし、嘉永2年6月1日（1849年7月20日） - 大正9年（1920年）4月27日）は、明治時代の陸軍軍人。階級は陸軍少将、位階は従二位功四級。広島藩出身。広島県平民。歩兵第18連隊長、第3代広島市長、宮中顧問官等を歴任する。

## 経歴
広島藩士、勘定奉行の佐藤真五郎の四男として現在の広島市白島に生まれる。8歳で広島藩学問所（現：修道中学校・高等学校）に入り、山田十竹、木原桑宅、梅園介庵らに学び、慶応2年（1866年）18歳で学問所句読師となる。。
明治5年（1872年）2月、陸軍少尉に任官し東京鎮台第9番大隊小隊長に就任。明治7年（1874年）1月、大阪鎮台に配属され、明治8年（1875年）8月、歩兵第8連隊付となる。明治9年（1876年）4月、歩兵第12連隊中隊長に転じ西南戦争に出征。従軍の後歩兵将校として累進。
明治11年（1878年）1月、陸軍戸山学校に配属され、参謀本部管西局員を経て、明治14年（1881年）3月、陸軍少佐に昇進し近衛歩兵第1連隊大隊長に就任。明治15年（1882年）3月、大阪鎮台参謀となり、明治17年（1884年）12月、仙台鎮台参謀に就任。明治19年（1886年）5月、陸軍中佐に進級。明治21年（1888年）5月22日から休職し、同年9月13日、歩兵第24連隊長として復職。明治24年（1891年）11月24日、歩兵第18連隊長に就任。明治25年（1892年）11月1日、陸軍大佐に進級し日清戦争に従軍する。明治28年（1895年）3月4日、平壌攻略戦の最中、銃弾を受け重傷を負う。この怪我が元で左足切断となり、同年3月7日に休職し、同年10月20日、退役と同時に陸軍少将に進級する。
軍を退いた佐藤は明治29年（1896年）1月から同年4月まで広島市長に就任。明治31年（1898年）11月29日、宮中顧問官に就任する。その後東亜同文会幹事長・愛国婦人会事務総長を歴任し、大正4年（1915年）には修道中学校総理に就任する。陸軍時代の上官であり親交の深かった乃木希典から佐藤に宛てられた手紙が、修道中学校・修道高等学校に保存されている。

## 栄典
位階
- 1892年（明治25年）7月20日 - 従五位[5]
- 1900年（明治33年）4月20日 - 従四位[6]
- 1905年（明治38年）5月1日 - 正四位[7]

勲章等
- 1884年（明治17年）11月13日 - 勲四等旭日小綬章[8]
- 1893年（明治26年）11月29日 - 勲三等瑞宝章[9]
- 1895年（明治28年）10月18日 - 旭日中綬章・功四級金鵄勲章[10]
- 1906年（明治39年）4月1日 - 勲二等旭日重光章[11]
- 1915年（大正4年）11月10日 - 大礼記念章[12]

## 家族・親族

### 佐藤家
（広島県、東京本郷区向ヶ岡弥生町）
- 父・眞五郎[1]（旧広島藩士、広島県士族[1]）
- 妻・ナオ[1]（石川県士族中村清長女[1]）
安政6年7月生[1] -　没
- 妹・ツネ[1]（広島県平民堀内廉一に嫁す[1]）
明治2年（1869年）11月生[1] -　没
- 養子・清勝（陸軍中将）